# Toteninsel
Toteninsel è un film muto del 1921 diretto da Carl Froelich.

## Produzione
Il film fu prodotto da Erich Pommer per la berlinese Decla-Bioscop AG.

## Distribuzione
Distribuito dalla Bioscop, il film fu presentato a Berlino il 7 gennaio 1921.